# Sinagoga de Chieri
La sinagoga de Chieri fue un lugar de culto italiano. Actualmente desmantelado, se encontraba en via Pace 8, en el palacio Solaro, sede del antiguo gueto judío.

## Historia
En un tiempo, la de Chieri, fue una de las sinagogas barrocas más importantes del Piamonte. Estaba ubicada en un edificio en la zona del antiguo gueto judío de la ciudad. El rápido declive demográfico de la comunidad judía de Chieri provocó el cierre del lugar de culto a principios del siglo XX, que fue finalmente desmantelado en 1937. Los muebles barrocos (el Tevah y el Aron) fueron llevados a Turín donde a partir de 1942 se colocaron en el Templo inferior de la Sinagoga de Turín, en sustitución de los destruidos en el bombardeo de noviembre de 1942. Algunos paneles históricos cerca del vestíbulo de entrada ilustran los eventos de la sinagoga y de la comunidad judía de Chieri.
En Chieri, en el patio del Palazzo Solaro (hoy un condominio ubicado en via della Pace 8) aún se puede identificar el lugar donde una vez estuvo el edificio de la antigua sinagoga. El Palazzo de propiedad privada ha sido restaurado; allí se pueden apreciar ventanas góticas en terracota y un salón con artesonado decorado con figuras de animales y escudos de armas. Una asociación local realiza visitas guiadas al patio y al salón.
La sala de la sinagoga, adquirida hacia el año 2000 por un particular, lamentablemente aún no ha sido restaurada y no se puede visitar. Como suele ocurrir en las antiguas sinagogas del gueto, nada delata la presencia del lugar de culto en el exterior. La sala, ubicada en la planta superior y a la que se accede desde el patio del edificio a través de una gran escalera con arcos de terracota, está decorada con pinturas que embellecen la bóveda (por ejemplo, se reconoce la Torre de Babel). Las decoraciones, de estilo neogótico, fueron realizadas por un pintor del siglo XIX hasta entonces desconocido. Probablemente sea el mismo artista que en 1875 pintó al fresco la Catedral de Chieri: similar es el estilo, materiales y técnicas similares utilizadas. Los restos del Ezrat Nashim, aunque maltratados, también son claramente visibles. Debajo de la sinagoga estaba el comedor común, que luego se convirtió en una carpintería ahora abandonada.
La primera ocasión de una visita guiada a la sinagoga, tras las obras de restauración, tuvo lugar el 9 de octubre de 2007, coincidiendo con la exposición de la muestra "Jalutzim, judíos piamonteses en Eretz Israel (1897-1948)", que se celebró en la Biblioteca Cívica Nicolò y Paola Francone di Chieri del 5 al 20 de octubre de 2007.